# الجامعة الدولية لإدارة الفنادق
الجامعة الدولية لإدارة الفنادق وبالإنكليزي (IMI University Centre) هي جامعة سويسرية لتدريس إدارة الفنادق، السياحة، المناسبات، الطبخ وإدارة الأعمال.
لغة التعليم هي الإنجليزية والمتخرج يحصل على شهادة من هذه الجامعة ومن جامعة مانشستر متروبوليتان Manchester Metropolitan رابع أكبر جامعة في بريطانيا من حيث عدد الطلاب. 

## نبذة تاريخية
وفي آب / أغسطس 1991 تأسسست الجامعة الدولي لإدارة الفنادق في فندق Waldstaetten في Weggis مع 55 طالباً. وبحلول عام 1995 حصل 180 طالبا على تعليمهم في IMI. وفي عام 1997 بدأت الدراسة في Kastanienbaum التي تبعد دقائق عن مدينة لوسيرن. واليوم هناك أكثر من 200 طالب يدرسون في كل فصل دراسي. وفي عام 2012 سيكون الموقع الجديد الذي سيوفر السكن لنحو 500 طالب مع أحدث التقنيات والمعايير الدولية.

## الدراسات
الدراسات المعترف بها في جامعة مانشستر متروبوليتان (MMU) 
1. شهادة في إدارة الفنادق والسياحة الدولية.
2. دبلوم في إدارة الفنادق والسياحة الدولية.
3. شهادة الدبلوم العالي في إدارة الفنادق الدولية.
4. شهادة الدبلوم العالي في إدارة السياحة الدولية.
5. شهادة الدبلوم العالي في إدارة الفنادق والسياحة الدولية.
6. شهادة الدبلوم العالي في إدارة الطهي الأوروبية.
الدراسات المصادق عليها من قبل جامعة مانشستر متروبوليتان (MMU) 
- درجة البكالوريوس مع مرتبة الشرف في الإدارة الدولية للفنادق
- درجة البكالوريوس مع مرتبة الشرف في إدارة الفنادق والسياحة الدولية
- درجة البكالوريوس مع مرتبة الشرف في إدارة الفنادق والمناسبات الدولية
- درجة البكالوريوس مع مرتبة الشرف في إدارة السياحة الدولية
- درجة البكالوريوس مع مرتبة الشرف في السياحة الدولية وإدارة المناسبات
- درجة البكالوريوس مع مرتبة الشرف في إدارة الطبخ الأوروبي

الدراسات العليا
- ماجستير في إدارة الأعمال في إدارة الفنادق الدولية
- دبلوم دراسات عليا في إدارة الفنادق الدولية

دراسات أخرى 
- شهادة الـ (FESC) باللغة الإنجليزية (Foundation in English Studies Course)
- شهادة الـ (UEPC) باللغة الإنجليزية (University English Preparatory Course)
- شهادة اللغة الإنجليزية المكثف أو (IEC) (Intensive English Certificate)

## وصلات خارجية
- موقع جامعة إدارة الأعمال والفنادق في سويسرا